# アヌビアス
アヌビアス（Anubias）はアフリカ大陸・熱帯地域に自生するサトイモ科の着生植物のグループである。濃緑色の草本で、仏炎苞に包まれたサトイモ科に特有の花を咲かせる。

## 生態
熱帯雨林の林床を流れる河川の岸辺や水中に生息し、水辺の岩や木に着生している。ジャングルの下草として、薄暗い林床に生えていることもある。大木に光を遮られている環境に生息するため、耐陰性が強く、暗い場所でも育てやすい。若干、硬度がある水を好む種が多い。

## 利用

### 目的
主に観賞用としてアクアリウムやテラリウムで栽培される。特にアクアリウムにおいては、水草の中では丈夫なものであり、また葉が堅いので金魚などの水草を食べてしまう魚にも耐えるということで、Anubias barteri などは広く用いられている。もっぱら、独特の葉を観賞したり、着生する性質を生かしてレイアウトを作ったりする、水生の観葉植物として扱われる。

### 流通
主に欧州や東南アジアのファームで栽培されたものが出回っているが、現地で採集されたものも出回る。アクアリウムの世界では比較的ポピュラーな水草であり、多くの店で販売されている。

### 栽培
活着させて栽培する。根が成長し活着するまで、輪ゴムや木綿糸を使用し、石や流木にくくり付ける。水中では比較的成長が遅く、葉を藻類に覆われてしまうトラブルが起こりがちである。そのため、エビや貝を藻類除去の目的で水中に導入するケースも多い。また、草を水上に出して、木酢液などをかけて藻類だけ殺すという手段もある。本来は水中より川岸の岩肌や倒木の上に生息する植物であるため、テラリウムやアクアテラリウムなど水上でも栽培が可能である。水草の中では比較的容易に水上の環境に順化するが乾燥には弱いので注意が必要である。水上での成長は、水中より若干早い。水中でも開花はするが、水上では、より花を咲かせやすい。

## アヌビアス属の種
- アヌビアス・バルテリー・バー・バルテリー（英語版）
  - Anubias barteri var. barteri。西アフリカ原産。一般に「アヌビアス・バルテリー」といえば、本種のことを指す。小判型で濃緑色の葉を持ち、アヌビアス・ナナを一回り大きくしたような外見をしている。
- アヌビアス・ナナ
  - Anubias barteri var. nana。西アフリカ原産。分類的にはアヌビアス・バルテリーの矮小種とされる。「ナナ」とは「背の低い、小人」という意味のラテン語である。アヌビアスとしては、もっとも多く出回っているポピュラー種で、栽培されたものが多く出回っている。また、数多くのファームで栽培されているため、改良種も多い。代表的なものでは、斑入りやライムカラーといった、サトイモ科の観葉植物に多い色変わりや、「プッチ」という普通種より更に小さいものもある。水上栽培では、花をつけることもある。花は同じサトイモ科のカラーの花を小さくしたような外見をしている。
- アヌビアス・バルテリー・バー・グラブラ
  - Anubias barteri var.glabra。西アフリカ原産。アヌビアス・バルテリーの変種。他のアヌビアスに比べると細長い葉を持つ。成長が遅い。斑入りも存在する。
- アヌビアス・コーヒーフォリア
  - Anubias barteri var. "coffeefolia"。アヌビアス・バルテリーの変種。コーヒーのようにシワの多い縮れた葉を持ち、新芽はコーヒーの色に似ているという改良種。水中育成より気中育成のほうが容易である。
- アヌビアス・グラキリス（英語版）
  - Anubias gracilis。西アフリカ原産。矢尻のような三角形の葉をつけるアヌビアス。水中栽培は難しいが、多湿な環境での水上栽培なら容易である。

- アヌビアス・ヘテロフィラ

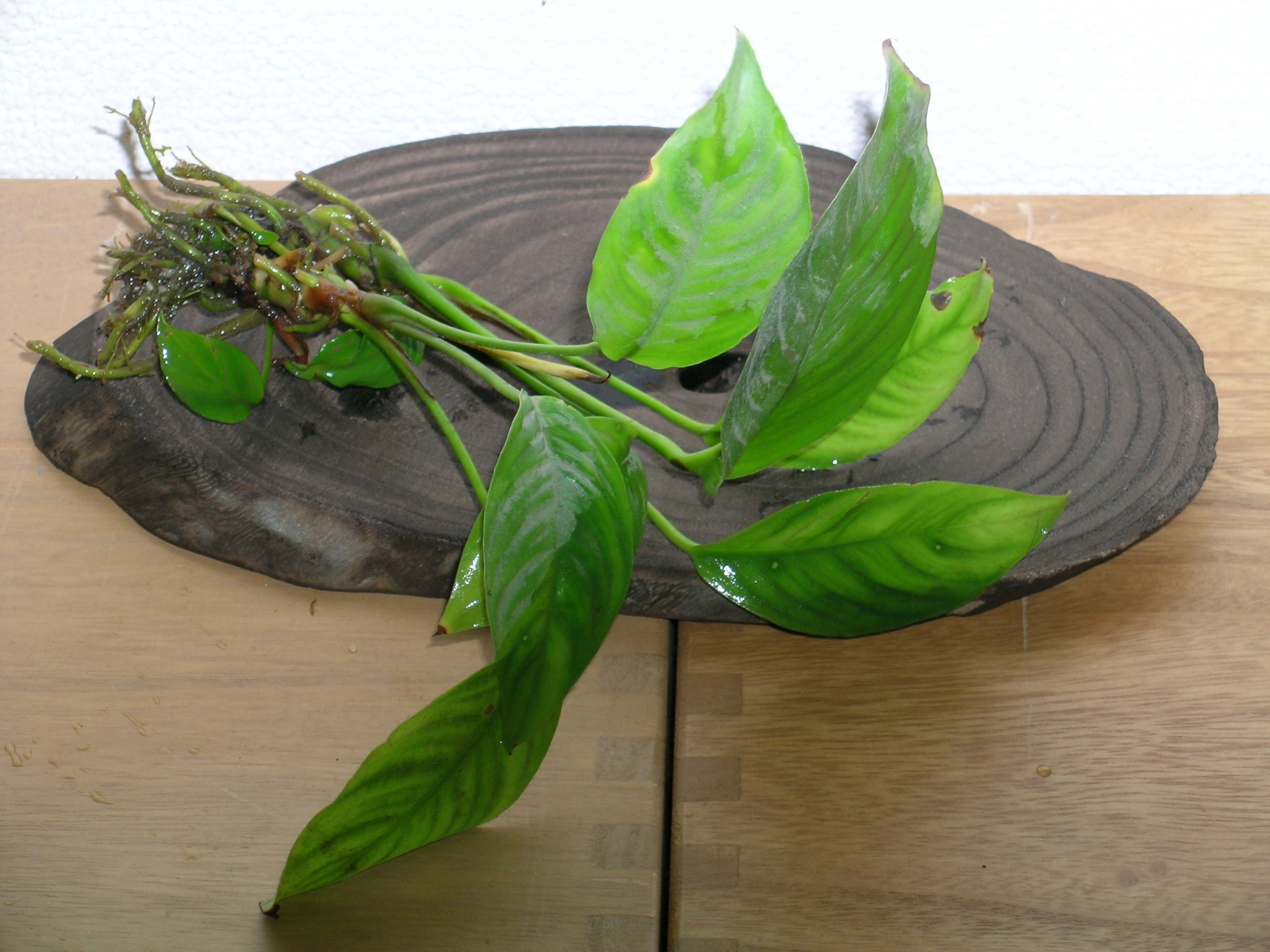
アヌビアス・ヘテロフィラ

  - Anubias heterophylla。西アフリカ原産。濃緑色の舟型の葉を持つ。やや背が高くなるアヌビアスで20-30cmほどに成長するが、水中では小型化する傾向にある。
- アヌビアス・ギガンティア
  - Anubias gigantea。西アフリカ原産。大型のアヌビアスで水中葉では20cm前後、水上葉では80cm近くにまで成長する。葉の後ろから耳のような突起が出ていて、羽根のついたロケットのような葉をしている。
- アヌビアス・ハスティフォリア
  - Anubias hastifolia。西アフリカ原産。水中葉では数十センチ、水上葉では60cm近くなる大型種。葉の後ろから横に突き出た耳のような突起が特徴で、ギガンティアの葉が丸みを帯びたような葉を持つ。